# 劳拉西泮

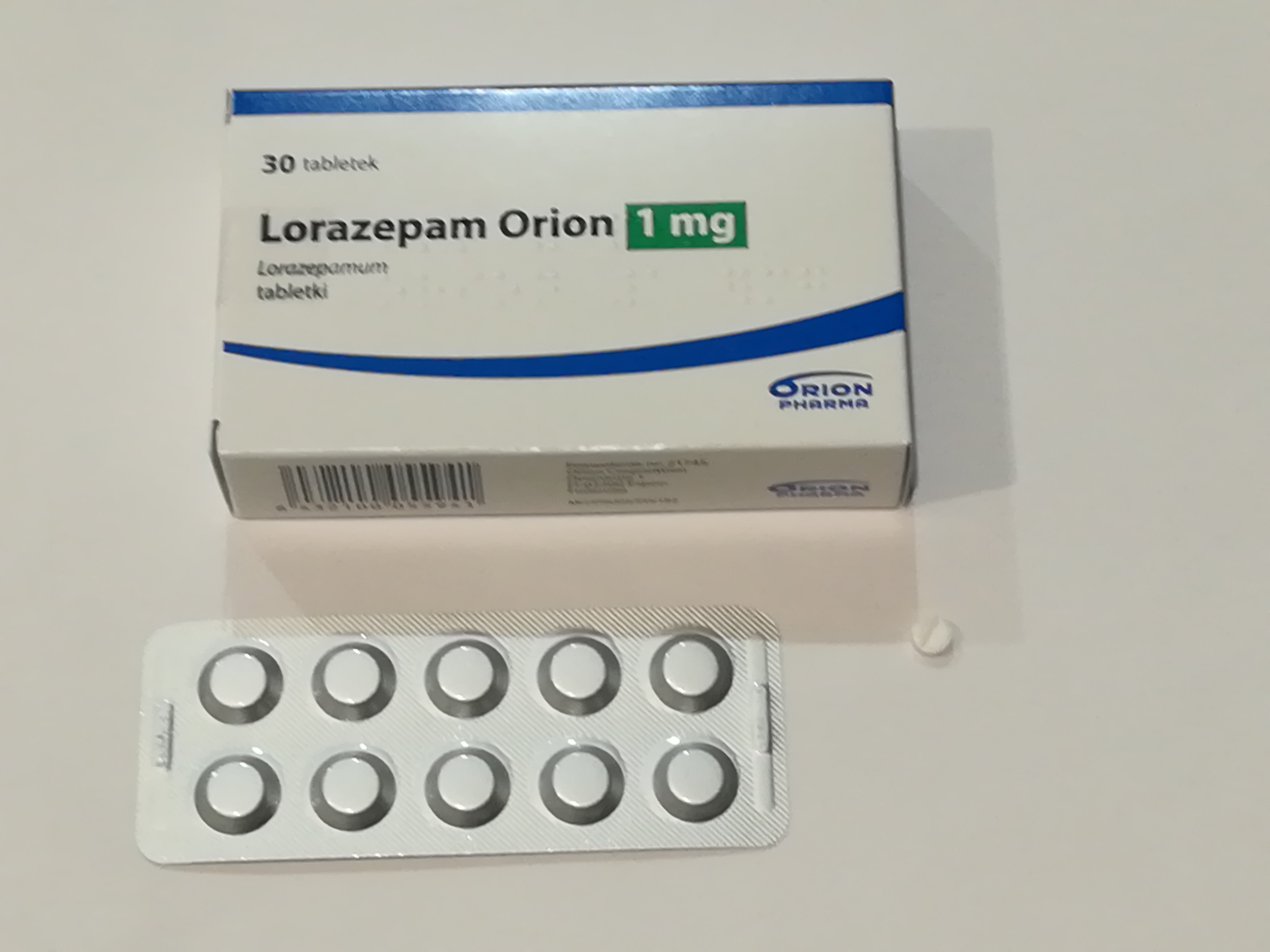
一盒品牌名稱為Orion的勞拉西泮片劑。

劳拉西泮（INN:lorazepam）是苯二氮䓬类（BZD）药物，可用来治疗焦虑症、失眠、包括癫痫重积状态在内的积极癫痫发作、酒精戒断症候群、化疗引起的恶心和呕吐，也用在手术中的保护性失忆，以及機械換氣患者的镇静剂。常見商品名為安定文（Ativan，注意不是安定片）。
劳拉西泮可用在精神运动性激越，但此情形下较常使用咪达唑仑，劳拉西泮也用在因使用可卡因造成的急性冠状动脉综合症治疗。劳拉西泮可經由口服、肌肉注射或是靜脈注射給藥。注射后约一至30分钟内就会發生作用，效果会持续一整天。
常见的副作用包含虚弱、昏睡、低血压、以及呼吸困难。若是用注射的方式对患者给药，给药后需密集监控，若患者有忧郁的情形，可能会提高其自杀的风险。长期使用会造成药物耐受性，也有可能出现生理及心理依赖的情形。若长期使用后突然停药，可能会有苯二氮䓬类药物戒断症候群。年长的人更常出现不利影响，比较容易跌倒而造成髋部骨折，因为前述原因，一般劳拉西泮给药最多只会给二到四周。
劳拉西泮于1963年获得专利，并于1977年开始于美国作醫療用途。本品已列名于世界卫生组织标准药物清单之中，为基础公卫体系必备药物之一，市面上有其通用名藥物（學名藥）販售。2014年，每锭口服药锭在开发中国家的批发价介于0.02至0.16美金之间。在2015年的美国，剂量的口服剂型每月需25美金。在2022年的美国，本品为處方量排名第80名的药物，開立的處方箋数量有8百萬張

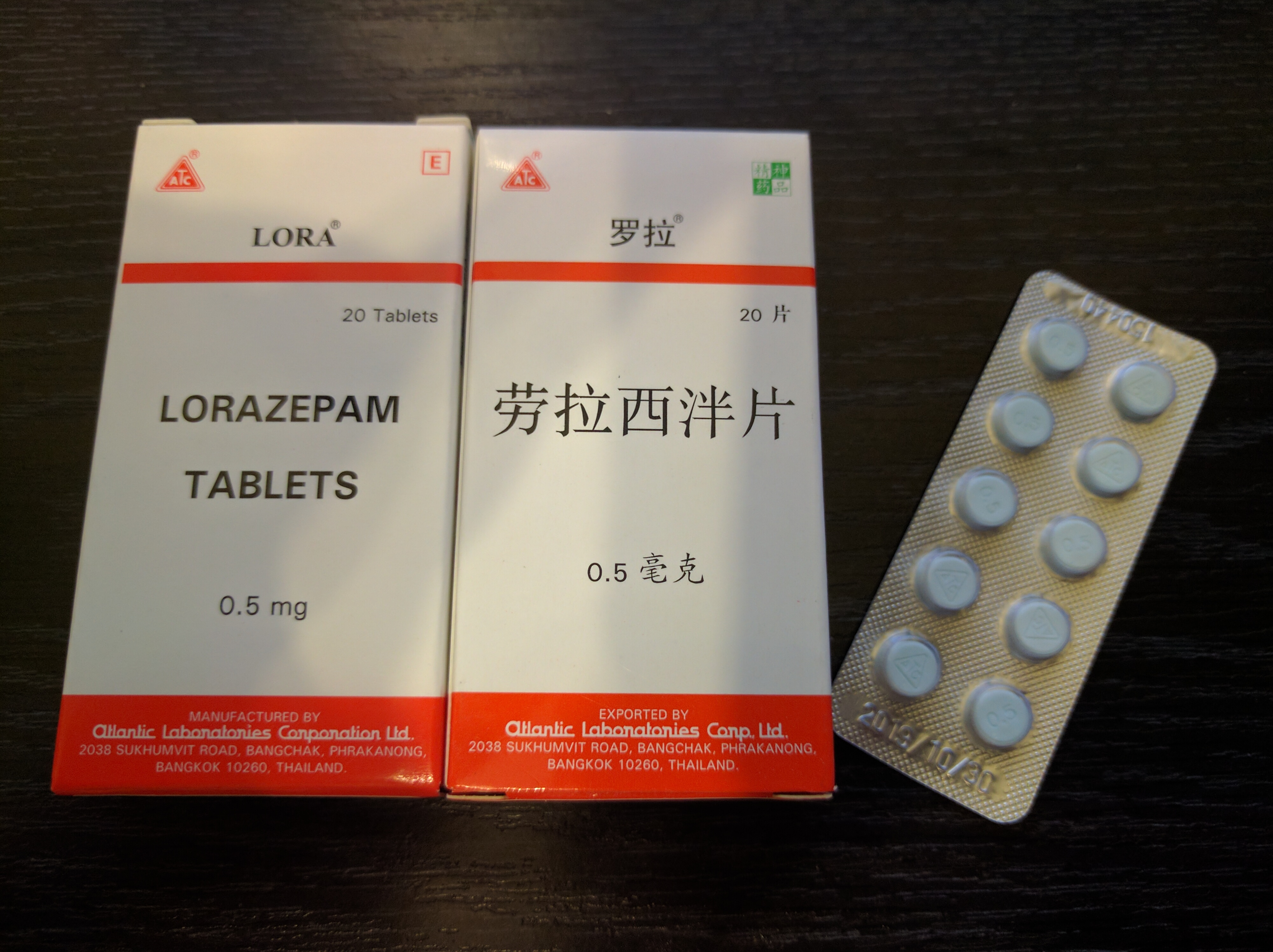
在中国大陆销售的劳拉西泮片（罗拉®）

## 醫療用途

### 焦慮症
勞拉西泮用於短期管理嚴重焦慮症。美國食品藥物管理局 (FDA) 建議使用苯二氮䓬類藥物（如勞拉西泮）時間不要超過四週。它能很快發揮作用，在治療快速發作的焦慮症和恐慌發作時非常有用。

### 癲癇發作

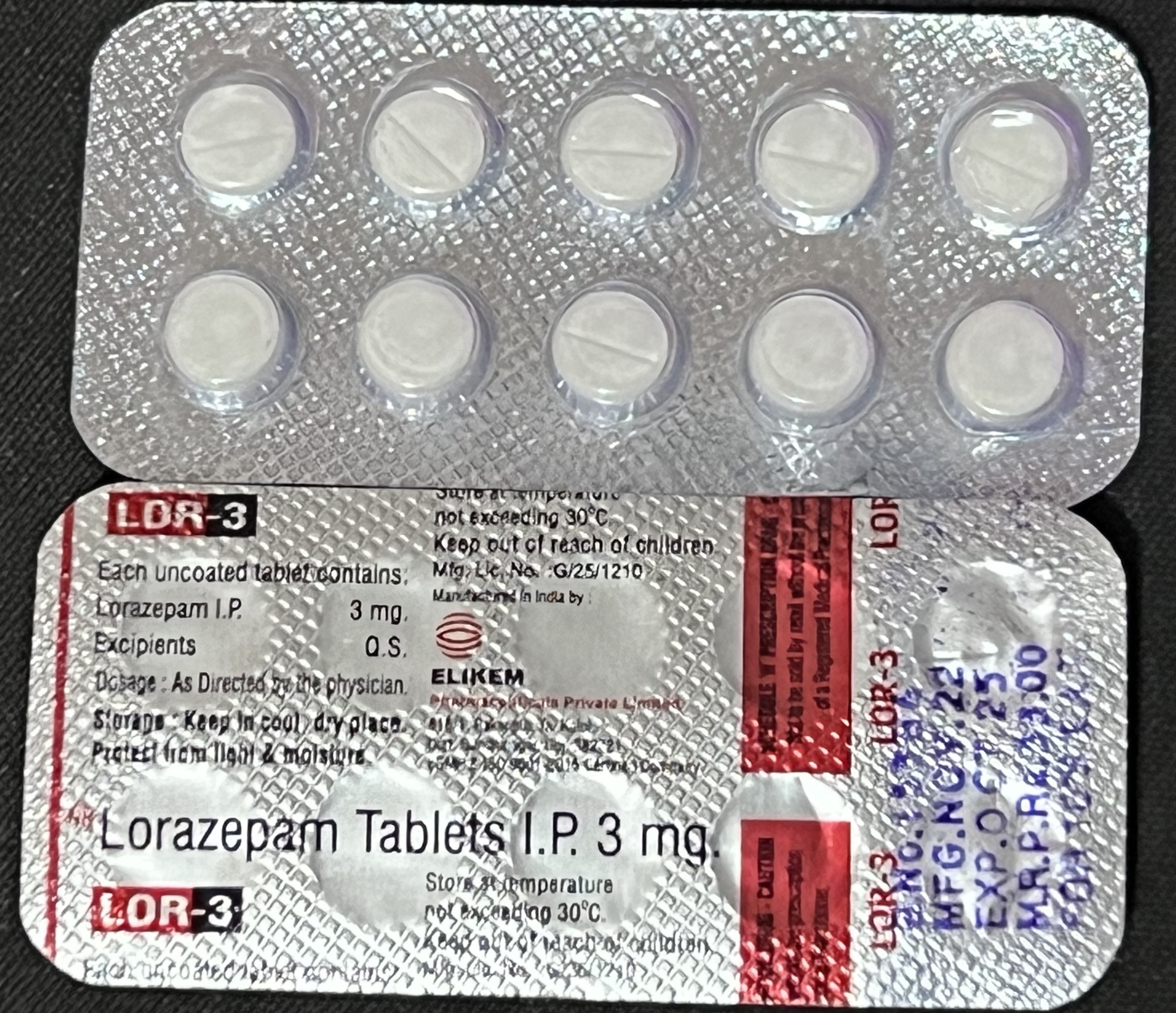
泡殼包裝，中間有刻痕的勞拉西泮3毫克片劑。

靜脈注射地西泮或勞拉西泮是治療癲癇重積狀態的一線藥物。勞拉西泮在治療癲癇重積狀態方面比地西泮和靜脈注射苯妥英更有效，且因持續癲癇發作而需額外用藥的風險也較低 。然而，至少在老年人中，苯巴比妥比勞拉西泮和其他藥物有更高的成功率。

### 鎮靜
勞拉西泮有時用於接受機械換氣的個體。然而異丙酚在重症患者中的有效性和總體成本方面均被證實優於勞拉西泮；因此目前鼓勵使用異丙酚於此適應症，而不鼓勵使用勞拉西泮。

### 躁動
當需要快速鎮靜暴力或躁動的個體時，勞拉西泮有時被用作氟哌啶醇的替代品]，但由於氟哌啶醇加異丙嗪具有更好的療效，且勞拉西泮對呼吸功能有不良影響，而更受青睞。苯二氮平類藥物（如勞拉西泮）可能不適用於部分急性精神病患者，因為它們可能導致行為抑制解除等副作用。急性譫妄有時用勞拉西泮治療，但由於它可能引起反常作用，因此最好與氟哌啶醇一起給予。
失眠
劳拉西泮适用于短期缓解失眠症状，可在睡前半小时服用

### 其他
勞拉西泮對於因緊張症導致無法言語的症狀有效。症狀可能會復發，因此可能需要治療數天。因突然或過快停用苯二氮䓬類藥物而出現戒斷，而引起的緊張症，也應對勞拉西泮治療有反應 。由於勞拉西泮可能產生反常作用，因此有時會同時給予氟哌啶醇作治療。

## 不良反應
勞拉西泮的許多有益作用（例如鎮靜、肌肉鬆弛、抗焦慮症和失憶症作用），但在不希望其發生的情況下，都可能變成不良反應。不良反應有鎮靜和低血壓。勞拉西泮與其他中樞神經系統抑制劑合併使用時，作用會增強 。其他不良反應還有意識模糊、共濟失調、抑制新記憶的形成、瞳孔縮小和宿醉效應。鎮靜是服用勞拉西泮的人最常報告的副作用。在一組約3,500名接受焦慮症治療的人中，勞拉西泮最常見的副作用是鎮靜 (15.9%)、頭暈 (6.9%)、虛弱 (4.2%) 和姿態不穩 (3.4%)。鎮靜和不穩等副作用會隨年齡增長而升高。認知障礙、行為脫抑制、呼吸抑制以及低血壓也可能發生。
FDA於2020年9月要求所有苯二氮䓬類藥物更新其黑框警告，以統一說明該類所有藥物的濫用、誤用、成癮、身體依賴和戒斷反應風險。

### 禁忌症
勞拉西泮應避免用於以下人群：
- 對於勞拉西泮製劑或其成分有過敏過敏反應史者。
- 呼吸衰竭者
- 物質濫用者
- 共濟失調者
- 罹患急性窄角青光眼者
- 罹患睡眠呼吸中止症者[48]
- 罹患重症肌無力者
- 於懷孕第一期（可能會危害胎兒），或是進行母乳哺育的個體（乳汁中有少量藥物，可能對嬰兒不利）。[49][50]

### 特殊群體
- 兒童與老年人 - 勞拉西泮在18歲以下兒童的安全性與有效性尚未完全確定，但它會被用於治療急性癲癇。特別是針對老年人和體弱者，勞拉西泮的劑量需要個別調整，因為這些族群出現過度鎮靜的風險較高。長期使用勞拉西泮可能導致認知功能缺損，尤其是在老年人身上，且這種缺損可能只有部分可逆。[21][51][52][22]
- 肝衰竭或腎衰竭 - 勞拉西泮可能比大多數苯二氮平類藥物更適用於肝功能受損者，與奧沙西泮類似。[53]同樣地，腎臟疾病對勞拉西泮的血藥濃度影響甚微[54]
- 共病精神疾病也會增加藥物依賴和反常不良反應的風險。[51]

### 耐受性與依賴性
約有三分之一使用苯二氮䓬類藥物超過四週的個體會出現以戒斷症候群為特徵的依賴性。較高劑量和較長使用時間會增加產生苯二氮䓬類藥物依賴的風險。生物半衰期相對較短的強效苯二氮䓬類藥物，例如勞拉西泮、阿普唑侖和三唑侖引起依賴的風險最高。

### 戒斷
突然或過快停用勞拉西泮時，會發生焦慮症和身體戒斷的跡象，類似於酒精和巴比妥類藥物戒斷時所見。勞拉西泮與其他苯二氮䓬類藥物一樣，可能導致身體依賴、物質使用障礙和苯二氮䓬類戒斷症候群。劑量越高，服藥時間越長，經歷不適戒斷症狀的風險就越大。

## 药物过量
劳拉西泮的过量应用主要发生在与酒精和／或其他药物联合用药的情况。轻度过量症状包括嗜睡，思维混乱和自相矛盾的反应、构音障碍和昏睡。更严重的症状特别是与其他的药品或酒精同时服用时，症状可能包含运动失调，张力减退，低血压，心血管系统抑制、呼吸抑制、催眠状态，1-3度昏迷和死亡。
过量时可服用活性炭，以减少对药物的吸收。在没有抽吸危险时，可以给予洗胃。

## 注意事项
1. 包括劳拉西泮在内的苯二氮卓类药物不论是单独应用或与其它中枢抑制剂联合应用均有导致致命性呼吸抑制的潜在危险性。
2. 服用劳拉西泮可能会导致生理和心理依赖性。
3. 服用劳拉西泮时，可能会增加抑郁症患者自杀的可能性。因此，在患有抑郁症的患者服药时应密切观察并给予足够的抗抑郁药物。
4. 服用本品不能驾驶汽车或操作重要机器。
5. 突然停药可能会导致戒断症状，长期治疗应逐渐减少药量而不是突然停药。
6. 有药物或酒精依赖倾向的患者用药时应密切监测，防止出现依赖性。

## 藥理學
勞拉西泮具有抗焦慮、鎮靜、催眠、失憶、抗驚厥和肌肉鬆弛的特性。勞拉西泮的生物半衰期為10-20小時。

### 藥效學
勞拉西泮被認為比其他苯二氮平類藥物對γ-氨基丁酸受體具有高度親和力，這或許能為其可造成顯著的失憶作用提供解釋。其主要的藥理作用是增強神經傳導物質γ-胺基丁酸在γ-氨基丁酸受體上的作用。
勞拉西泮及其他苯二氮平類藥物的抗驚厥特性，可能部分或完全歸因於其與電壓依賴性鈉離子通道的結合，而非苯二氮平受體。在小鼠脊髓細胞培養中，苯二氮平類藥物似乎能減緩鈉離子通道從失活狀態恢復到去活狀態的速度，而延長不反應期，以此限制持續的重複放電。

## 歷史
從歷史上看，勞拉西泮是"經典"的苯二氮䓬類藥物之一。其他還包括地西泮、氯硝西泮、奧沙西泮、硝西泮、氟西泮、溴西泮和氯拉西平 。勞拉西泮於1977年由惠氏藥廠推出，品牌名稱為Ativan和Temesta。該藥物由研究部總裁D.J. Richards開發。惠氏藥廠在美國的勞拉西泮原始專利已過期。

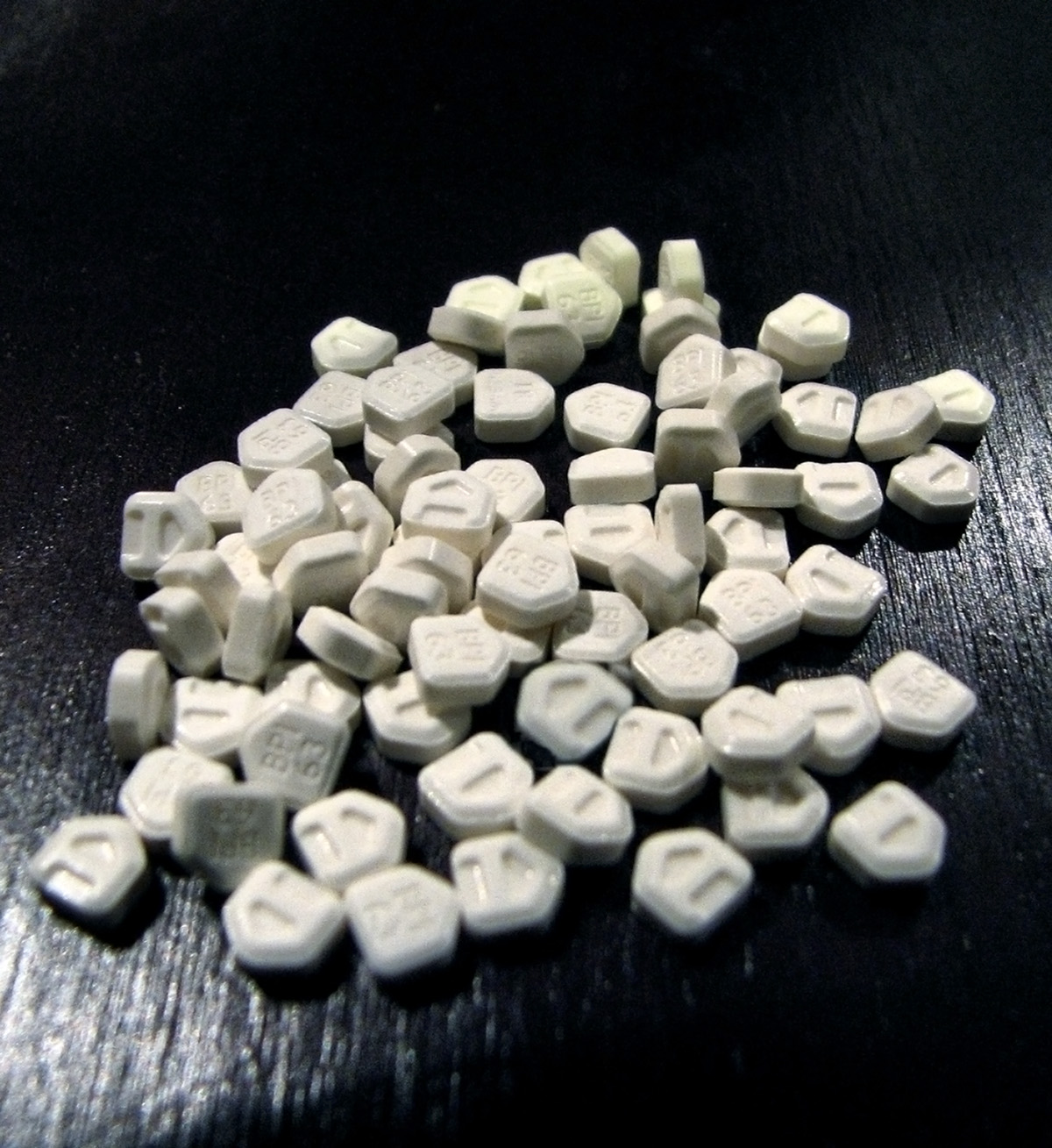
品牌名稱為安定文（Ativan）的0.5毫克勞拉西泮片劑。

## 社會與文化

### 娛樂性使用
勞拉西泮也用於其他目的，例如娛樂性用藥，藉此達到興奮感，或在違背醫療建議的情況下長期服用。

### 法律地位
根據美國《受管制物質法案》和聯合國《精神藥物公約》，勞拉西泮是附表IV藥物。在加拿大，它是《受管制藥物與物質法令》下的附表IV藥物。在英國，根據《2001年藥物濫用條例》，它屬於C級、附表4管制藥物。

### 定價
美國藥廠邁蘭於2000年同意支付1.47億美元，以對聯邦貿易委員會 (FTC) 的指控達成和解。FTC指控邁蘭製藥在1998年獲得某些成分的獨家授權協議後，將通用名藥物（學名藥）勞拉西泮的價格提高2600%，並將氯拉西平的學名藥價格提高3200%。

## 外部連結
- Lorazepam data sheet IPCS INCHEM